# Commissie Farmaceutische Hulp
De Commissie Farmaceutische Hulp (CFH) van het Nederlandse College voor zorgverzekeringen is een commissie die geneesmiddelen beoordeelt of deze al dan niet in aanmerking moeten komen voor plaatsing in het Geneesmiddelenvergoedingssysteem (GVS) met daarbij de eventuele voorwaarden voor vergoeding. In het Farmacotherapeutisch Kompas worden deze beoordelingen als CFH-adviezen vermeld.
De CFH is opgegaan in het Zorginstituut Nederland per 2014.